# بی‌آی‌سی‌اچ-۷
بی‌آی‌سی‌اچ-۷ (به انگلیسی: Chyeranovskii_BICh-7) یک هواگرد ملخ‌پیشین تک‌موتوره از نوع ورزشی/تفریحی ساخت شرکت Chyeranovskii است. هواگرد بی‌آی‌سی‌اچ-۷ نخستین پروازش را در ۱۹۲۹ میلادی انجام داد. در مجموع، تعداد ۱ فروند از این هواگرد ساخته شده‌است.
طراح این هواگرد، Boris Ivanovich Chyeranovskii بود.